# شارلن وايت
شارلن وايت (بالإنجليزية: Charlene White)‏ هي صحفية بريطانية، ولدت في 22 يونيو 1980 في غرينتش في المملكة المتحدة.

## وصلات خارجية
- شارلن وايت على موقع IMDb (الإنجليزية)
- شارلن وايت على موقع قاعدة بيانات الفيلم (الإنجليزية)